# Brandon Brooks (Footballspieler)
Brandon Brooks (geboren am 19. August 1989 in Milwaukee, Wisconsin) ist ein ehemaliger US-amerikanischer American-Football-Spieler auf der Position des Guards. Er spielte in der National Football League (NFL) für die Houston Texans und die Philadelphia Eagles, mit denen er den Super Bowl LII gewann.

## Frühe Jahre
Brooks wuchs in Milwaukee auf und besuchte dort die Riverside University High School. Seinen Abschluss machte er an der Miami University, Ohio. Bevor er 2011 auf seine spätere NFL-Position des Right Guards wechselte, spielte Brooks zunächst als Left Guard und als Left Tackle.

## NFL
Brooks wurde beim NFL Draft 2012 in der dritten Runde an insgesamt 76. Stelle von den Houston Texans ausgewählt. Ab 2013 lief er als Starter für die Texans auf. Neben seiner NFL-Karriere setzte Brooks weiter seine Ausbildung fort, um nach seiner Football-Karriere Investmentbanker zu werden. 2014 begann er ein Master-Studium in Finance an der University of St. Thomas in Houston und absolvierte mehrere Praktika.
2016 unterzeichnete Brooks einen Fünfjahresvertrag bei den Philadelphia Eagles. Am 19. Dezember 2017 wurde er erstmals für den Pro Bowl nominiert. Mit den Eagles gewann er den Super Bowl LII gegen die New England Patriots. Am 18. Dezember 2018 wurde er erneut in den Pro Bowl berufen.
Am 11. November 2019 unterschrieb Brooks eine Vertragsverlängerung um vier Jahre bis 2024. Der Vertrag über 56,2 Millionen US-Dollar machte Brooks zum bestbezahlten Spieler auf seiner Position in der NFL.
Im Juni 2020 zog sich Brooks bei der Saisonvorbereitung einen Riss der Achillessehne zu und fiel damit für die gesamte Saison 2020 aus. Nachdem er sich am zweiten Spieltag der Saison 2021 verletzt hatte und damit auch 2021 den Großteil der Saison verpasst hatte, gab Brooks am 26. Januar 2022 sein Karriereende bekannt.